# Tingvall Trio
Das Tingvall Trio ist ein international besetztes Jazztrio. Es besteht aus dem schwedischen Pianisten Martin Tingvall, dem kubanischen Kontrabassisten Omar Rodriguez Calvo und dem deutschen Schlagzeuger Jürgen Spiegel. Alle Bandmitglieder geben als Wahlheimat und Wirkungsort Hamburg an.

## Besonderheiten des Trios
Sämtliche Stücke des Trios sind Kompositionen des Namensgebers Martin Tingvall, der die Musik eigenen Angaben zufolge bevorzugt in der Abgeschiedenheit seines Heimatortes Snårestad in der südschwedischen Gemeinde Ystad schreibt. Viele Stücke weisen eine für den skandinavischen Jazz typische Melodiösität auf und machen Anleihen bei der aktuellen Rock- und Popmusik. Vielfach wird daher ein Vergleich des Tingvall Trios mit ähnlich agierenden Jazzformationen, etwa dem Esbjörn Svensson Trio, gezogen. Allerdings gewinnt das Tingvall Trio allein schon durch die unterschiedlichen Herkunftsländer seiner Mitglieder an Individualität. So ist beispielsweise das Spiel des kubanischen Bassisten Omar Rodriguez Calvo von lateinamerikanischen Einflüssen geprägt, während Jürgen Spiegels Schlagzeugspiel an der westlichen Rockmusik angelehnt ist.
Bislang veröffentlichte das Trio neun Studioalben. Am 5. April 2013 erschien außerdem das Livealbum In Concert, das am 27./28. Oktober 2012 in Bad Wörishofen und Innsbruck aufgenommen worden war.

## Preise und Auszeichnungen
2010 und 2012 erhielt das Tingvall Trio den Jazz-Echo in der Kategorie Ensemble des Jahres national. 2011 wurde es mit dem Hamburger Musikpreis HANS in der Kategorie Hamburger Produktion des Jahres ausgezeichnet. Die Leser von Jazz thing wählten die Band 2012 zum „Live-Act des Jahres“ (sodass die Band 2012 gleich mit zwei Jazz-Echos ausgezeichnet wurde).
Für mehr als 10.000 verkaufte Exemplare seines Albums Norr erhielt das Trio im Jahr 2013 seinen dritten Jazz Award in Gold, nachdem es 2012 bereits für die Verkäufe der Alben Vattensaga und Vägen eine Goldene Schallplatte erhielt. Es folgten Jazz Awards in Gold für die Alben Beat, Skagerrak, Cirklar , Dance und In Concert. 2023 erhielt das Trio erstmals einen Platin Jazz Award für das Album „Vägen“. Außerdem erhielten die Alben „Beat“ und „Vägen“ und "Vattensaga" einen Impala Silver Award für mehr als 20 000 in Europa verkaufte Alben.

## Diskografie
- 2006: Skagerrak (DE: Gold (German Jazz Award))
- 2008: Norr (DE: Gold (German Jazz Award))
- 2009: Vattensaga (DE: Gold (German Jazz Award))
- 2011: Vägen
- 2013: In Concert (DE: Gold (German Jazz Award))
- 2014: Beat
- 2017: Cirklar
- 2020: Dance[3]
- 2023: Birds
- 2025: Pax[4]